# Jonathan Breyne
Jonathan Breyne (Menen, 4 januari 1991) is een Belgische wielrenner. In 2010 won Breyne het Belgisch kampioenschap tijdrijden voor beloften. Zijn debuut bij de professionals maakte hij in 2011 voor Landbouwkrediet. Op 30 december 2011 won hij het Belgisch kampioenschap achter de derny.
In november 2013 testte hij positief op clenbuterol in de Ronde van het Taihu-meer, een rittenkoers in China waar hij achtste werd. 
Na de bekendmaking van de positieve test deed hij een zelfmoordpoging door een overdosis pillen te slikken. Hij overleefde, nadat in een ziekenhuis te Gent zijn maag werd leeggepompt. Ook het B-staal testte positief, maar Breyne hield vol onschuldig te zijn. Hij werd in april 2014 vrijgesproken door de UCI, die oordeelde dat de positieve dopingplas veroorzaakt was door het eten van met clenbuterol vervuild vlees.

## Palmares
2010
- Belgisch kampioenschap tijdrijden onder 23 jaar

2011
- Belgisch kampioenschap derny

2013
- Stan Ockers Classic, Borsbeek
- 8e etappe Ronde van het Taihu-meer

2016
- Stan Ockers Classic, Borsbeek

## Resultaten in voornaamste wedstrijden
| Jaar | Ronde van Italië | Ronde van Frankrijk | Ronde van Spanje |
| ---- | ---------------- | ------------------- | ---------------- |
| 2010 |                  |                     |                  |
| 2011 |                  |                     |                  |
| 2012 |                  |                     |                  |
| 2013 |                  |                     |                  |

| Jaar | Ronde van Vlaanderen |
| ---- | -------------------- |
| 2010 |                      |
| 2011 |                      |
| 2012 | opgave               |
| 2013 | opgave               |

## Ploegen
- 2010-Qin Cycling Team
- 2011-Landbouwkrediet
- 2012-Landbouwkrediet
- 2013-Crelan-Euphony
- 2014-Josan-To Win Cycling Team
- 2015-Douchy - Thalassa Cycling Team
- 2016-Veranclassic-Ago - Continental Cycling Team